# Карбонилбис(карбонил(циклопентадиенил)родий)
Карбонилбис[карбонил(циклопентадиенил)родий] — карбонильный комплекс металлоорганического
сэндвичевого комплексного соединения
родия и циклопентадиена
состава Rh2(C5H5)2(CO)3,
красные кристаллы.

## Получение
- Длительное кипячение раствора дикарбонил(циклопентадиенил)родия в бензоле в инертной атмосфере:

{\displaystyle {\mathsf {2Rh(C_{5}H_{5})(CO)_{2}\ {\xrightarrow {80^{o}C}}\ Rh_{2}(C_{5}H_{5})_{2}(CO)_{3}+CO\uparrow }}}

## Физические свойства
Карбонилбис[карбонил(циклопентадиенил)родий] образует красные кристаллы триклинной сингонии,
пространственная группа P 1,
параметры ячейки a = 0,808 нм, b = 0,895 нм, c = 0,946 нм, α = 73,13°, β = 80,55°, γ = 83,15°
.
Устойчив на воздухе, хорошо растворяется в органических растворителях.